# Арија дела Вале (Козенца)
Арија дела Вале је насеље у Италији у округу Козенца, региону Калабрија.
Према процени из 2011. у насељу је живело 19 становника. Насеље се налази на надморској висини од 476 м.